# Symmetrics Cycling Team
Symmetrics Cycling Team, fue un equipo ciclista profesional canadiense.
Patrocinado por la empresa de software Symmetrics, fue creado en la temporada 2005 y hasta su disolución en 2008 participó particularmente en el UCI America Tour. 
Pasaron por sus filas ciclistas como Christian Meier y Svein Tuft y el equipo logró importantes clasificaciones en el UCI America Tour, siendo 3.º en el 2005, 1.º en el 2007 y 2.º en el 2008, además de que Svein Tuft venció en la clasificación individual en 2007. 

## Material ciclista
El equipo utilizó bicicletas Norco.

## Clasificaciones UCI
Durante las cuatro temporadas en que participó las posiciones del equipo y de su mejor ciclista fueron las siguientes:

### UCI America Tour
| Temporada | Clasificación por equipos | Mejor corredor | Posición |
| 2005      | 3.º                       | Eric Wohlberg  | 15.º     |
| 2006      | 6.º                       | Svein Tuft     | 44.º     |
| 2007      | 1.º                       | Svein Tuft     | 1.º      |
| 2008      | 2.º                       | Svein Tuft     | 2.º      |

## Plantilla
Esta es la última plantilla en 2008 y los equipos por los que ficharon los ciclistas en 2009:

### Plantilla 2008
| Nombre             | Nacimiento | Nacionalidad | Equipo 2009              |
| Ryan Anderson      | 22/07/1987 | Canadá       | Kelly Benefit Strategies |
| Zachary Bell       | 14/11/1982 | Canadá       | Kelly Benefit Strategies |
| Brandon Crichton   | 22/02/1985 | Canadá       |                          |
| Jacob Erker        | 22/12/1975 | Canadá       | Kelly Benefit Strategies |
| Cameron Evans      | 10/01/1984 | Canadá       | Ouch presented by Maxxis |
| Geoffrey Kabush    | 14/04/1977 | Canadá       |                          |
| Christian Meier    | 21/02/1985 | Canadá       | Garmin-Slipstream        |
| François Parisien  | 27/04/1982 | Canadá       | Planet Energy            |
| Andrew Pinfold     | 14/08/1978 | Canadá       | Ouch presented by Maxxis |
| Andrew Randell     | 04/07/1974 | Canadá       | Planet Energy            |
| Will Routley       | 23/05/1983 | Canadá       | Jelly Belly Cycling Team |
| Jeff Sherstobitoff | 17/06/1982 | Canadá       |                          |
| Svein Tuft         | 09/05/1977 | Canadá       | Garmin-Slipstream        |
| Eric Wohlberg      | 08/01/1965 | Canadá       | Bissell Pro Cycling Team |

## Palmarés
Estos son los las principales victorias en la última temporada:

### Palmarés 2008
| Fechas            | Carreras                                 | Ganador    |
| 13 de junio       | 4.ªa etapa del Tour de Beauce            | Svein Tuft |
| 10 al 15 de junio | Clasificación General del Tour de Beauce | Svein Tuft |